# SAP Business Objects Analysis
SAP BusinessObjects Analysis ist ein Business-Intelligence-OLAP-Client der Firma SAP SE. Das Tool wird dabei in zwei Varianten bereitgestellt. Die MS-Excel-Edition des Tools erweitert MS-Excel um OLAP-Analysemöglichkeiten. Daneben wird auch eine Web-Edition zur Verfügung gestellt, mit welcher man plattformunabhängig arbeiten kann.

## Zielgruppe
Als typische Zielgruppe kommen Business-Analysten und „Information Consumer“ in Betracht. Business-Analysten erstellen Arbeitsmappen und führen multidimensionale OLAP-Analysen durch. Information Consumer betrachten diese, können aber auch wenige Änderungen durchführen. Insbesondere das interne Rechnungswesen (Controlling) kann damit eine BI-Infrastruktur auf einfache Weise nutzen. Für Entscheidungsträger und Manager ist die Software allerdings ungeeignet. Hier sind typische Produkte wie BusinessObjects Crystal Reports oder Xcelsius geeigneter.

## Entstehungsgeschichte
Nach der Übernahme von Business Objects durch die SAP AG wurde der ursprüngliche BusinessObjects-Voyager-Client mit dem SAP BEx Analyzer, im Projekt „Pioneer“, vereint. Aus Pioneer ist letztendlich SAP BusinessObjects Analysis hervorgegangen. Die Weiterentwicklung des BEx Analyzer wurde hingegen eingestellt. SAP BusinessObjects Analysis stellt nun dessen Ablösung dar.

## Funktionsweise und -umfang
Der Prozess zur Analyse fängt bei dem Design einer Arbeitsmappe an. In der MS-Excel-Edition von Analysis gibt es den Designbereich auf der rechten Bildschirmseite. Mit diesem können Dimensionen oder Faktentabellen zur Arbeitsmappe hinzugefügt und so eine Kreuztabelle erstellt werden.
Anschließend lässt sich die erstellte Tabelle durch diverse bereitgestellte Funktionen analysieren.
Analysis stellt hierfür Funktionen wie z. B. Conditional Formatting, Hierarchien und Filtermöglichkeiten zur Verfügung.